# Ferrari F10
Der Ferrari F10 war der 43. Formel-1-Rennwagen der Scuderia Ferrari. Mit ihm bestritt das Team die Formel-1-Weltmeisterschaft 2010.

## Präsentation und Name

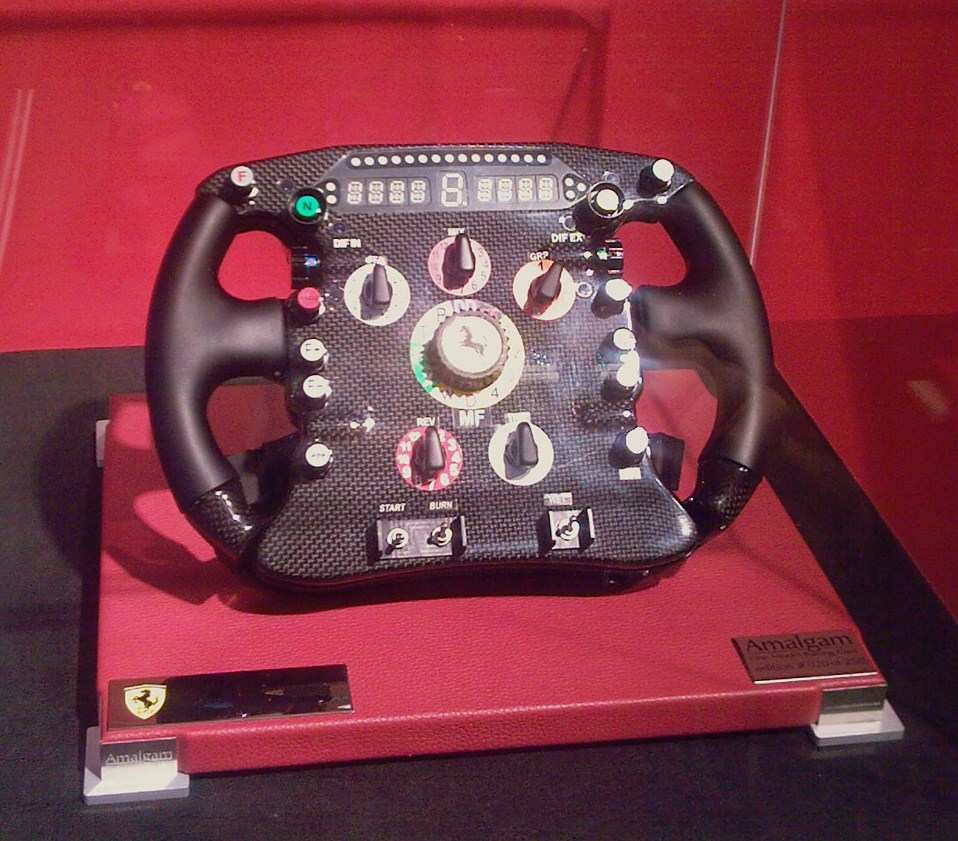
Lenkrad des Ferrari F10

Der Ferrari F10 wurde am 28. Januar 2010 der Öffentlichkeit vorgestellt. Am selben Tag fuhr Ferrari-Werksfahrer Felipe Massa mit dem Wagen die ersten Kilometer auf der hauseigenen Rennstrecke in Fiorano. Wegen schlechten Wetters mussten die ersten Testfahrten auf den nächsten Tag verschoben werden, wo erneut Massa am Steuer saß.
Die Typbezeichnung setzt sich zusammen aus einem F für Ferrari und der Zahl 10 für das Jahr 2010.

## Entwicklung und Technik
Konstruiert wurde der F10 von Nikolas Tombazis, der den Wagen unter der technischen Leitung von Aldo Costa und auf Basis des seit 2009 bestehenden technischen Reglements entwickelt hatte. Wichtigste Änderung zum F60 aus dem Vorjahr war der Verzicht auf das KERS. Der Motor war wieder das Ferrari-Typ-056-2,4-Liter-V8-Aggregat. Das Getriebe wurde schmaler als beim Vorgänger. Einschließlich Fahrer, Betriebsstoffe und Wasser wiegt der Wagen 620 kg.

## Saisonverlauf
Nach ausgiebigen Testfahrten im Februar 2010 siegte der neue Werksfahrer Fernando Alonso mit dem F10 beim ersten Weltmeisterschaftslauf der Saison in Bahrain. Felipe Massa sorgte mit dem zweiten Rang für einen Doppelsieg der Scuderia. Nach den Rennen in Australien, Malaysia und China lag die Scuderia mit dem F10 an der zweiten Stelle der Konstrukteurswertung.
In Australien wurde Alonso in eine Startkollision verwickelt und hinter dem Teamkollegen Massa Vierter. In Malaysia fiel Alonso mit Motorschaden aus und Massa wurde Siebter. Im Regenrennen in China wurde Alonso nach einer Durchfahrtsstrafe wegen Frühstarts wieder Vierter, während Felipe Massa Neunter wurde.
Nach dem sechsten Rennen der Saison, dem Großen Preis von Monaco platzierte sich Alonso an der dritten Stelle der WM-Wertung, drei Punkte hinter dem Führenden Mark Webber. Felipe Massa war mit einem Rückstand von 17 Punkten Fünfter. Nach dem neunten Saisonlauf, dem Großen Preis von Europa lag die Scuderia mit dem F10 in der Konstrukteurswertung auf dem dritten Rang.
Den zweiten Saisonsieg mit dem F10 feierte die Scuderia beim Großen Preis von Deutschland auf dem Hockenheimring, wo Fernando Alonso vor Felipe Massa gewann. Alonso erzielte drei weitere Siege in der Fahrerweltmeisterschaft. Er gewann den Ferrari-Heim-Grand-Prix in Italien, den Großen Preis von Singapur und den erstmals ausgetragenen Großen Preis von Korea. Am Ende der Saison wurde er mit dem F10 Zweiter in der Fahrerweltmeisterschaft. Felipe Massa wurde Gesamtsechster und die Scuderia erreichte den dritten Gesamtrang im Konstrukteurspokal.

## Lackierung und Sponsoren
Der F10 war in Rot und Weiß lackiert. Bei den Testfahrten sowie bis zum Großen Preis von Spanien wurde der Markenname Marlboro des Hauptsponsors Philipp Morris durch einen Strichcode angedeutet. Weitere Sponsoren auf dem Fahrzeug waren Acer, AMD, Etihad Airways, Santander und Shell.

## Ergebnisse
| Fahrer               | Nr.                  | 1 | 2 | 3   | 4 | 5 | 6 | 7 | 8  | 9  | 10 | 11 | 12 | 13  | 14 | 15 | 16  | 17 | 18 | 19 | Punkte | Rang |
| -------------------- | -------------------- | - | - | --- | - | - | - | - | -- | -- | -- | -- | -- | --- | -- | -- | --- | -- | -- | -- | ------ | ---- |
| Formel-1-Saison 2010 | Formel-1-Saison 2010 |   |   |     |   |   |   |   |    |    |    |    |    |     |    |    |     |    |    |    | 396    | 3.   |
| F. Massa             | 7                    | 2 | 3 | 7   | 9 | 6 | 4 | 7 | 15 | 11 | 15 | 2  | 4  | 4   | 3  | 8  | DNF | 3  | 15 | 10 | 396    | 3.   |
| F. Alonso            | 8                    | 1 | 4 | 13* | 4 | 2 | 6 | 8 | 3  | 8  | 14 | 1  | 2  | DNF | 1  | 1  | 3   | 1  | 3  | 7  | 396    | 3.   |

| Legende  | Legende            | Legende                                                          |
| Farbe    | Abkürzung          | Bedeutung                                                        |
| -------- | ------------------ | ---------------------------------------------------------------- |
| Gold     | –                  | Sieg                                                             |
| Silber   | –                  | 2. Platz                                                         |
| Bronze   | –                  | 3. Platz                                                         |
| Grün     | –                  | Platzierung in den Punkten                                       |
| Blau     | –                  | Klassifiziert außerhalb der Punkteränge                          |
| Violett  | DNF                | Rennen nicht beendet (did not finish)                            |
| Violett  | NC                 | nicht klassifiziert (not classified)                             |
| Rot      | DNQ                | nicht qualifiziert (did not qualify)                             |
| Rot      | DNPQ               | in Vorqualifikation gescheitert (did not pre-qualify)            |
| Schwarz  | DSQ                | disqualifiziert (disqualified)                                   |
| Weiß     | DNS                | nicht am Start (did not start)                                   |
| Weiß     | WD                 | zurückgezogen (withdrawn)                                        |
| Hellblau | PO                 | nur am Training teilgenommen (practiced only)                    |
| Hellblau | TD                 | Freitags-Testfahrer (test driver)                                |
| ohne     | DNP                | nicht am Training teilgenommen (did not practice)                |
| ohne     | INJ                | verletzt oder krank (injured)                                    |
| ohne     | EX                 | ausgeschlossen (excluded)                                        |
| ohne     | DNA                | nicht erschienen (did not arrive)                                |
| ohne     | C                  | Rennen abgesagt (cancelled)                                      |
| ohne     | keine WM-Teilnahme |                                                                  |
| sonstige | P/fett             | Pole-Position                                                    |
| sonstige | 1/2/3/4/5/6/7/8    | Punktplatzierung im Sprint-/Qualifikationsrennen                 |
| sonstige | SR/kursiv          | Schnellste Rennrunde                                             |
| sonstige | *                  | nicht im Ziel, aufgrund der zurückgelegten Distanz aber gewertet |
| sonstige | ()                 | Streichresultate                                                 |
| sonstige | unterstrichen      | Führender in der Gesamtwertung                                   |